# 2009 în teatru
- 2007 în teatru — 2008 în teatru — 2009 în teatru — 2010 în teatru — 2011 în teatru

## Premiere
Teatrul Național București
- 9 ianuarie: Molto, gran' impressione de Romulus Vulpescu, regia Dan Tudor
- 24 februarie: Un duel după A. P. Cehov, regia Alexandru Dabija
- 9 mai: Meserii și fundături de Mihai Ignat, regia Alexandru Mâzgăreanu
- 10 mai: Comedia norilor după Aristofan, regia	Dan Tudor
- 16 mai: Lecția de Eugène Ionesco, regia Horațiu Mălăele
- 28 mai: Sinucigașul de Nikolai Erdman, regia Felix Alexa
- 12 septembrie: Toți fiii mei de Arthur Miller, regia Ion Caramitru
- 3 octombrie: Tartuffe de J.B.P. Molière, regia Andrei Belgrader
- 18 noiembrie: Tectonica sentimentelor de Eric-Emmanuel Schmitt, regia 	Nicolae Scarlat
- 27 noiembrie: Ivan Turbincă după Ion Creangă, regia Ion Sapdaru
- 3 decembrie: Legenda Marelui Inchizitor după Feodor Dostoievski, regia Radu Penciulescu

Teatrul Bulandra
- Scene din Shakespeare, regia Alexandru Dabija
- Povestea soldatului de C.F. Ramuz, regia Alexandru Dabija
- Afaceri de familie de Rosa Liksom, regia Radu Afrim

Teatrul de Comedie
- Casa Zoikăi de Mihail Bulgakov, regia Alexandru Tocilescu
- Leonce și Lena de Georg Büchner, regia Horațiu Mălăele
- Duhul pădurii de Cehov, regia Alexandru Darie

Teatrul Odeon
- Epopeea lui Ghilgameș, regia Dragoș Galgoțiu

Teatrul Mic
- 22 ianuarie: Furtuna de Shakespeare, regia Cătălina Buzoianu
- Hotelul celor două lumi de Eric-Emmanuel Schmitt, regia Alice Barb

Teatrul Foarte Mic
Teatrul Luni
Teatrul Act
Teatrul Tineretului Metropolis
Teatrul Nottara
- Rinocerul îndrăgostit de Liao Yimei, regia Mihai Lungeanu
- Opera de trei parale de Bertolt Brecht și Kurt Weill, regia Diana Lupescu

Opera Națională București
Teatrul Național de Operetă